# Ponç II de Cervera
Ponç II de Cervera, conegut també com a Ponç II de Bas, (-1155) fou castlà del castell de Cervera, senyor dels castells de Sant Esteve i l'Espluga de Francolí, i vescomte de Bas.

## Família
Fill de Ponç I de Cervera i de Beatriu de Bas. Va segrestar i es va casar el 1147 amb Almodis de Barcelona, filla de Ramon Berenguer III. Entre els seus fills destaquen Hug I, Agalbursa, Gaia i Ponç III.

## Biografia
El segrest i posterior enllaç amb Almodis el va enfrontar amb Ramon Berenguer IV, però es van reconciliar durant el setge de Tortosa (1148), en què va participar activament al costat del seu germà Ramon de Cervera i de les seves mainades. També van intervenir també tots dos a la conquesta de Lleida (1149). Des del 1150 i de nou al costat del seu germà Ramon van estimular l'ocupació feudal, així com les activitats colonitzadores i econòmiques des de les Esplugues amb vista a dirigir el procés a la regió. A finals de 1150 juntament amb la seva dona van fer cinc donacions de terres de la seva jurisdicció, a les quals va afegir altres el 1151. Conjuntament amb el seu germà van impulsar el desenvolupament de la indústria molinera. Això explica que participessin en el setge de Siurana de 1153 o 1154, ja que segurament pretenien fer-se senyors del districte andalusí conquerit, que era limítrof als seus dominis, encara que el comte va optar per confiar la direcció a Bertran de Castellet.
Malgrat les accions coordinades i compartides entre els germans Ponç i Ramon al districte de la Conca de Barberà, consta en el testament del segon de 1172 que van sostenir un procés pel domini de Cervera. Després de la seva mort, la seva esposa Almodis va seguir intervenint en alguns assumptes, com en la devolució d'uns cereals que Ponç havia obtingut de forma abusiva, i fins i tot el 1171 encara va estampar la seva signatura a la carta de població de l'Espluga concedida pel llinatge. El seu fill, Ponç III, com a hereu de l'Espluga Sobirana, i Ramon de Torroja, gendre de Ponç II i cunyat de Ponç III van encapçalar un moviment de resistència a l'expansió del monestir de Poblet, que va acabar en una sonada agressió als monjos el 1178, tot i que el conflicte va haver de forçar la venda del domini de l'Espluga Sobirana a la seva germana Gaia i al seu gendre el 1182.